# Crambus gausapalis
Crambus gausapalis là một loài bướm đêm trong họ Crambidae.